# Picaflors de Sri Lanka
El picaflors de Sri Lanka (Dicaeum vincens) és un ocell de la família dels diceids (Dicaeidae).

## Hàbitat i distribució
Habita els boscos als turons de Sri Lanka.